# Eucalymnatus brunfelsiae
Eucalymnatus brunfelsiae är en insektsart som först beskrevs av Hempel 1900.  Eucalymnatus brunfelsiae ingår i släktet Eucalymnatus och familjen skålsköldlöss. Inga underarter finns listade i Catalogue of Life.